# Burg Aasen
Die Burg Aasen ist eine abgegangene Turmhügelburg (Motte) bei dem Gemeindeteil Aasen der Stadt Donaueschingen im Schwarzwald-Baar-Kreis in Baden-Württemberg.
Die Burg wurde von den Herren von Aasen erbaut und 1094 erwähnt. Von der ehemaligen Burganlage ist noch der Burghügel mit Kreuz erhalten.